# Carpathonesticus paraavrigensis
Carpathonesticus paraavrigensis är en spindelart som beskrevs av Weiss och Stefan Heimer 1982. Carpathonesticus paraavrigensis ingår i släktet Carpathonesticus och familjen grottspindlar.
Artens utbredningsområde är Rumänien. Inga underarter finns listade.